# Austronuncia
Austronuncia is een geslacht van hooiwagens uit de familie Triaenonychidae.
De wetenschappelijke naam Austronuncia is voor het eerst geldig gepubliceerd door Lawrence in 1931. 

## Soorten
Austronuncia omvat de volgende 2 soorten:
- Austronuncia leleupi
- Austronuncia spinipalpis